# 密豐君
密豐君（韓語：밀풍군，1688年3月29日（二月二十八）—1729年4月25日（三月二十八）），諱李坦（韓語：이탄），是朝鮮王朝時代的王族成員，曾被擁立為朝鮮國王。

## 生平
李坦是臨昌君李焜的兒子，凝川郡夫人朴氏所生，有同母弟密南君李堪、密原君李墉、密川君李墰、密平君李㙫和密雲君李壎。他也是昭顯世子李𣳫的曾孫。
肅宗十四年（1688年）二月二十八李坦出生，初封密豐府正（韓語：밀풍부정），後升為君及授品秩正一品興祿大夫（韓語：흥록대부）。
英祖四年三月二十（1728年4月28日），少論派人李麟佐、鄭希亮發動李麟佐之亂，要擁立密豐君為朝鮮國王；在大臣不斷上奏之下，英祖不得已下令逮捕密豐君。李麟佐之亂僅四日就以失敗告終，身為王室近親，英祖在審理逆案期間一直不忍對李坦嚴厲刑求，也不願判以極刑。次年（1729年）三月二十八，密豐君被賜死。李坦死後，原本義禁府等要求籍沒，沒有獲得准許；直到英祖三十一年（1755年），英祖才同意將李坦的親族流放海島。
高宗元年（1864年），高宗恢復了他的爵位。

## 家族關係
- 曾祖父：昭顯世子李𣳫
- 曾祖母：愍懷嬪姜氏
- 祖父：慶安君李檜
- 祖母：盆城郡夫人許氏
- 父親：臨昌君李焜
- 母親：凝川郡夫人朴氏（1663－1721）[6]
- 正室：郡夫人清風金氏（1687－1704），無子[6]
- 繼室：郡夫人林川趙氏（1688－1735）[6]
  - 長子：李觀錫（1708－1750）
  - 次子：李晉錫（1715－1733），出繼延齡君李昍後，改名李糼，封商原君，後因無嗣而罷養
  - 三子：李恒錫（1716－1744）[6]，出繼三弟密原君李墉後
    - 孫：李源亨（1741－1815）[6]，1755年因為密豐君一案被流放椒島（朝鲜语：초도 (서해)）
      - 曾孫：李庭賢（1781－1841）[6]
        - 玄孫：李敬應（1815－1875）[6]
          - 來孫：李載徹（1848－1910）[6][7]
            - 晜孫：李漢鎔（朝鲜语：풍선군）（1875－1890）[6]，出繼為清安君（朝鲜语：청안군 (1851년)）李載純（永平君嗣子）後，追贈豐善君；早夭，以月山大君十七世孫李海昇（朝鲜语：이해승）為嗣

  - 四子：李謙錫（1719－1755）[6]，被賜死
  - 五子：李益錫（1727－1755）[6]，被賜死
  - 長女：適趙夔命
  - 次女：適宋瑜
  - 三女：適林度遠
  - 四女：適金商弼

## 附註
1. ↑  《臨昌君墓志》
2. 1 2 3  《密豐君墓志》
3. ↑  《英祖實錄》16卷·四年三月二十條
4. ↑  《英祖實錄》四年三月二十八條
5. ↑  《高宗實錄》1卷·元年七月十一條
6. 1 2 3 4 5 6 7 8 9 10 11  .   [2018-10-31]. （原始内容存档于2020-04-18）.
7. ↑  선원속보: 소현세자파보 璿源續譜: 昭顯世子派譜

| 密豐君          |                                                      |                 |
| 前任： 朝鮮英祖 | 朝鮮王朝君主 1728年4月28日—1728年5月2日 （不被承認） | 繼任： 朝鮮英祖 |